# La Dorada (Argentina)
La Dorada es una localidad de la provincia argentina de Catamarca, perteneciente al Departamento La Paz.
La localidad se encuentra ubicada al pie de la falda sudoeste de la sierra de Ancasti. Se accede por la RP 13.

## Geografía

### Población
Cuenta con 218 habitantes (Indec, 2010), lo que representa un descenso del 15% frente a los 259 habitantes (Indec, 2001) del censo anterior.
| Gráfica de evolución demográfica de La Dorada entre 1991 y 2010 |
|                                                                 |
| Fuente: Censos nacionales del INDEC                             |

### Sismicidad
La sismicidad de la región de Catamarca es frecuente y de intensidad baja, y un silencio sísmico de terremotos medios a graves cada 30 años en áreas aleatorias. Sus últimas expresiones se produjeron:
- 21 de marzo de 1892 (133 años), a las 1.45 UTC-3 con 6,0 Richter; como en toda localidad sísmica, aún con un silencio sísmico corto, se olvida la historia de otros movimientos sísmicos regionales (terremoto de Recreo de 1892)
- 21 de octubre de 1966 (58 años), a las 12.39 UTC-3 con 5,0 Richter
- 3 de noviembre de 1973 (51 años), a las 14.17 UTC-3 con 5,8 Richter: además de la gravedad física del fenómeno se unió el olvido de la población a estos eventos recurrentes
- 7 de septiembre de 2004 (20 años), a las 8.53 UTC-3, con una magnitud aproximadamente de 6,5 en la escala de Richter (terremoto de Catamarca de 2004)[1]